# New Hope (Minnesota)
New Hope es una ciudad ubicada en el condado de Hennepin en el estado estadounidense de Minnesota. En el Censo de 2010 tenía una población de 20339 habitantes y una densidad poblacional de 1.541,91 personas por km².

## Geografía
New Hope se encuentra ubicada en las coordenadas 45°2′12″N 93°23′13″O / 45.03667, -93.38694. Según la Oficina del Censo de los Estados Unidos, New Hope tiene una superficie total de 13.19 km², de la cual 13.04 km² corresponden a tierra firme y (1.12%) 0.15 km² es agua.

## Demografía
Según el censo de 2010, había 20339 personas residiendo en New Hope. La densidad de población era de 1.541,91 hab./km². De los 20339 habitantes, New Hope estaba compuesto por el 74.52% blancos, el 14.72% eran afroamericanos, el 0.44% eran amerindios, el 3.83% eran asiáticos, el 0.02% eran isleños del Pacífico, el 2.85% eran de otras razas y el 3.62% pertenecían a dos o más razas. Del total de la población el 6.54% eran hispanos o latinos de cualquier raza.